# Monobright two
monobright two （モノブライト　トゥー）は、monobrightのアルバム。2009年4月15日、デフスターレコーズよりリリース。
キャッチコピーは、「2009年。monobright 日本のロック・アルバムの金字塔を作り上げる。」

## 解説
- メジャー2ndアルバム。
- シングルで発表された3曲＋ミニアルバムで発表された1曲を含む全13曲収録。
- アルバムではmonobrightとして初、シングルも含めると通算2回目の初回生産限定版が発売される。初回生産限定版には赤坂ブリッツでのライブ音源7曲を収録する。

## 収録曲
1. SGS (0:39)
ライブでの登場SEはこの曲のロングバージョン。このロングバージョンは後に7thシングル「孤独の太陽」に「SGS 〜tamageta ver.〜」として収録された。
2. 踊る脳 (3:11)
アルバムリード曲。田辺秀伸の監督でPVも制作された。
2009年4月17日放送音楽戦士、同じく4月19日放送MUSIC JAPANで披露された。
3. アナタMAGIC (4:02)
5thシングル。アニメ｢銀魂｣オープニングテーマ
2009年4月19日放送ミュージックステーションで初披露。
2009年放送CDTVで披露同じく2009年放送HEY! HEY! HEY!、プレミアMelodixで披露
4. WARP (3:40)
3rdシングル。
5. 物語 (3:29)
6. The2 (3:31)
読みは「ザ トゥー」ではなく「ザ ザ」
7. 涙色フラストレーション (4:18)
4thシングル。
8. 別の海 (3:02)
桃野が母校「北海道別海高等学校」の最後の定時制酪農科の卒業生へ向けて作った楽曲
PVは2009年2月13日に行われた別海高校でのシークレットライブや桃野の実家である桃野牧場を訪れた様子を撮影したもの。監督は瀧澤雅敏
9. ヒーローヤング (4:04)
10. モーニングスターター (2:21)
11. あの透明感と少年(album mix) (3:36)
ミニアルバム「あの透明感と少年」収録曲。映画「アフタースクール」主題歌
12. 歌も僕との妄想 (4:35)
札幌時代からの楽曲
13. music wonder (5:32)
札幌時代からの楽曲

全曲作詞・作曲：桃野陽介　編曲：monobright

## 演奏
- 桃野陽介：Vocal, Guitar
- 松下省伍：Guitar
- 出口博之：Bass
- 瀧谷翼：Drums
- 阿部尚徳：Keyboards & Programming (#1.12)
- 岡村美央、徳澤青弦：Strings (#8)
- 伊藤隆博：Piano (#8)

## Disc 2
初回生産限定版のみ付属。すべて赤坂ブリッツでのライブ音源。
1. 週末アンセム(AKASAKA BLITZ ver.)
シングル「WARP」収録曲。
2. デイドリームネイション(AKASAKA BLITZ ver.)
アルバム「monobright one」収録曲。
3. 雲男(AKASAKA BLITZ ver.)
ミニアルバム「あの透明感と少年」収録曲。
4. 幽霊(AKASAKA BLITZ ver.)
ミニアルバム「あの透明感と少年」収録曲。
5. E(AKASAKA BLITZ ver.)
シングル「涙色フラストレーション」収録曲。
6. WARP(AKASAKA BRITZ ver.)
3rdシングル曲。
7. アナタMAGIC(AKASAKA BLITZ ver.)
5thシングル曲。

全曲作詞・作曲：桃野陽介　編曲：monobright